# Azumi Inoue
Pour les articles homonymes, voir Inoue.
Azumi Inoue (井上 あずみ ou 井上杏美, Inoue Azumi) (née le 10 février 1965 à Kanazawa) est une chanteuse japonaise. Elle est connue comme l'interprète de Sampo et de Tonari no Totoro, les génériques d'ouverture et de fin du film Mon voisin Totoro, film d'animation japonais réalisé par Hayao Miyazaki, sorti en 1988.

## Biographie
Inoue est dirigée par la société Doremi. Elle est mariée et a un enfant.

## Œuvres
Inoue a interprété un grand nombre de thèmes de drames radiophoniques et de chansons d'animes, dont les suivants :
- Carrying You (君をのせて, Kimi wo Nosete?) (1986, Le Château dans le ciel)
- My Neighbor Totoro (となりのトトロ, Tonari no Totoro?) (1988, Mon voisin Totoro)
- Stroll (さんぽ, Sanpo?) (1988, Mon voisin Totoro)
- Lost Child (迷子, Maigo?) (1988, Mon voisin Totoro)
- Changing Seasons (めぐる季節, Meguru Kisetsu?) (1989, Kiki la petite sorcière)
- I Can't Allow the Loneliness (悲しみが許せない, Kanashimi ga Yurusenai?) (1989, Guyver)
- Little Witch Lullaby (小さな魔女の子守歌, Chiisa na Majo no Komoriuta?) (1992–1993, Yadamon)
- Let's Fly Yadamon (レッツ・フライ・ヤダモン, Rettsu Furai Yadamon?) (1992–1993, Yadamon)
- The Earth in My Sight (瞳の中の地球, Hitomi no Naka no Chikyū?) (1992–1993, Yadamon)
- Swirling Sakura Dance (桜、舞う, Sakura, Mau?) (February–March 1992, Minna no Uta)
- Let's Go Searching!! (さがしにゆこうよ!!, Sagashi ni Yukō yo!!?) (Suki Suki Kisugon)
- The Color of Wind within My Hands (てのひらに風の色, Te no Hira ni Kaze no Iro?) (image song pour TV Kanagawa)
- Song of Happiness: Strolling with the Wind (しあわせのうた ～風とおさんぽ～, Shiawase no Uta: Kaze to Osanpo?) (2006, Minna no Uta)
- The Seed Of Light (ヒカリの種, Hikari no Tane?) (2009, Kon'nichiwa An: Bifô Guriin Gêburusu)
- Alright March (やったね ♪ マーチ, Yattane March?) (2009, Kon'nichiwa An: Bifô Guriin Gêburusu)

## Discographie
Albums
- 2005 : Sono Mukō no Mukōgawa Image Vocal Tracks (その向こうの向こう側 イメージボーカルトラックス, Sono Mukō no Mukōgawa Imēji Bōkaru Torakkusu?)
- 2006 : Song of Happiness: Strolling with the Wind (しあわせのうた ～風とおさんぽ～, Shiawase no Uta: Kaze to Osanpo?)
- 2008 : Harmony